# 松井愛
松井 愛（まつい あい、1970年11月4日 - ）は、毎日放送（MBS）所属のアナウンサー。本名は、磯田 愛（いそだ あい、旧姓：松井）。愛称は「あいちゃん」。

## 来歴・人物
大阪府立住吉高等学校から甲南女子大学を経て、1993年に毎日放送に入社した。同期入社のアナウンサーは、古川圭子（他業種からの中途採用）である。
高校時代に「住高（住吉高校）のミポリン（中山美穂）」と呼ばれたり、20歳で大阪今宮戎神社の「ミス福娘」・大学への在学中に「ミス甲南女子大」や「ミス・ワールド」の近畿大会ファイナリストに選ばれた。現在では同神社で特定の1名を「ミス福娘」に選んでいないことから、出演番組や自己紹介では、十日戎・福娘・ミスコンテストの話題が出るたびに「福娘の中の福娘」であったことを強調している。毎日放送への入社前に一時フリーアナウンサーとして活動していた古川は、松井が「ミス福娘」に選ばれた際に他局のニュース番組のリポーターとして松井を取材していた。
毎日放送への入社後は、MBSテレビの情報番組やMBSラジオの生ワイド番組で、進行役やアシスタントを務める機会が多い。テレビでは、2014年10月から、『せやねん!』（土曜日の生放送番組）で「今週の気になるお金!」（午前中のメインコーナー）の進行を任されていた。ラジオでは、2008年から緊急地震速報の告知CM、2012年1月からクロージング（放送終了）のナレーションをそれぞれ担当する。2013年のナイターオフ期間には、アシスタントとして数々の大物芸能人と共演してきた経験を買われる格好で、自身初のレギュラー冠番組である生ワイド番組『松井愛のすこ〜し愛して★』が金曜夜に放送された。同番組は、2014年春からタイトルの末尾を★から♥に変更するとともに、毎週金曜日の夕方に通年で放送している。2015年春からは、毎週月 - 金曜日午前の生ワイド番組に発展している。2016年には、「Thank you!Happy today!～MBSラジオのうた～」（毎日放送のラジオ本放送開始65周年を記念してつんく♂が書き下ろしたステーションソング）を収録した際に、先輩アナウンサーの上泉雄一（『上泉雄一のええなぁ!』メインパーソナリティ）と共にリードボーカルを任された。
結婚後の2003年には、産休を取ったうえで第一子（長男）を出産した。産休から復帰した後も、子育てとアナウンサーとしての活動を両立させている。なお、指揮者の西本智実は中学時代の同級生。2011年3月まで毎日放送で同僚だった八木早希（フリーアナウンサー）は、住吉高校の後輩である。
なお、2015年4月から2021年3月までは、土曜日にテレビ（『せやねん!』）、月 - 金曜日にラジオ（『松井愛のすこ〜し愛して♥』）の生放送番組へレギュラー出演した。週に6日連続で生放送へ臨んでいたため、定時ニュースのシフト勤務から外れるなどの措置を通じて、平日の勤務時間を調整していた。もっとも、2019年末からは体調を崩しがちで、当初から取得を決めていた休暇以外の期間にも上記の番組を急遽休演する事態が相次いでいる（当該項で詳述）。
「新日本放送」時代の1959年3月1日からテレビ放送事業とラジオ放送事業を兼営してきた毎日放送は、2021年4月1日付でラジオ放送事業を「株式会社MBSラジオ」へ移管。毎日放送は移管を機にテレビ単営局へ移行したが、松井はアナウンス職のまま同社の総合編成局（移管を機に新設）へ在籍する一方で、株式会社MBSラジオが制作・放送する番組にも「MBSアナウンサー」として出演している。移管の直前に『せやねん!』を降板してからは、レギュラーで出演する生放送番組を『松井愛のすこ〜し愛して♥』に限っているが、定時ニュースの勤務シフトには復帰していない。2022年の10月下旬からは、番組やイベントへの出演を見合わせたうえで、1ケ月近くにわたって胆石症などの入院加療に専念していた。

## 現在の担当番組

### テレビ番組
- 痛快!明石家電視台
  - 2014年から、年に1・2回のペースで「MBSアナウンサー大集合スペシャル」を放送する場合に、アナウンサーの1人として出演。不定期で、ロケ企画のナレーターを務めることもある。

### ラジオ番組
- 松井愛のすこ〜し愛して★ →松井愛のすこ〜し愛して♥ メインパーソナリティ（2013年10月11日 - ）
- ヤングタウン日曜日（不定期）
  - アシスタントを務める後輩アナウンサーの福島暢啓が出演できない場合に、アシスタント代理を担当。平日版（『MBSヤングタウン』）を放送していた若手時代には、火曜日でトミーズ[3]、火・水曜日でますだおかだと共にパーソナリティを務めた。
- MBSニュース（不定期で担当）
  - 『松井愛のすこ〜し愛して♥』の帯番組化（2015年4月）以降は、事実上担当から外れている。ただし、定時ニュースのタイトルコールには、一部の時間帯を除いて松井によるアナウンス音源を引き続き用いている。
- コトノハ（不定期で出演）
  - 「コトノハ」（言葉）にこだわった毎日放送アナウンサー室制作の事前収録番組で、2021年10月4日から毎週月曜日（2023年9月25日までは21:45 - 22:00 → 同年10月2日以降は21:30 - 21:45）に放送。
  - 2023年1月9日（十日戎の前日に当たる「宵戎」）と2024年1月8日（いずれも成人の日）には、大学生時代に今宮戎神社の「福娘」を務めた経験を持つ毎日放送の現職アナウンサー全員（松井、古川、上田悦子、清水麻椰）が当時の思い出や「福娘」の役割について語り合う企画（「十日えびす～福娘の思い出」）が放送された。

## 過去の担当番組・出演作品

### テレビ番組
- 近畿は美しく（リポーター）
- 宵待5
- ゲームのツボ（ナレーター）
- あどりぶランド
- たかじんONE MAN（不定期出演）
- ジャングルTV 〜タモリの法則〜（不定期出演）
- おばちゃん1000万円!!（2002年1月2日放送分）
- さんまのSUPERからくりTV（TBSテレビ制作、2007年10月28日放送分）
  - チュートリアル・徳井義実の実家からの中継に出演
- 7時ですよーだ（2010年9月2日放送分、毎日放送開局60周年特別番組として「4時ですよーだ」の復活特番を放送し、アシスタントを担当した）
- なるほど!（金曜）
- 大阪100年まち物語（2012年4月〜2013年3月、日曜日の深夜で月に1回放送、ナレーターやリポーターを担当）
- ちちんぷいぷい
  - 2014年3月まで、長らく水曜アシスタントを担当。同年4月以降も、水曜日に放送中のVTRロケコーナー「プリマ旦那の若旦那21」で、引き続きナレーターを務めていた。2015年3月で同コーナーが終了してからは、「MBSラジオ　スペシャルウィーク」のPR関連の出演に事実上限られていたが、2019年11月27日に放送された「駅前シャッターチャンス」（水曜日のVTRロケコーナー）の中崎町ロケで「初対面」というゲストの山崎まさよしに同行。
- せやねん!（詳細前述）
- 水野真紀の魔法のレストランR（一部のグルメロケ企画で進行役を担当）
- MBS SONG TOWN（2018年1月26日）
  - 「ダンシング・ヒーロー」（荻野目洋子の歌唱による1985年リリースの日本語版）のリバイバル・ヒットに関する特集を組んだ関係で、リリース当時10代の後半だった「バブル世代」の女性を代表してゲストで出演[4]。
- 三戸なつめのSONG STREET（不定期でゲスト出演）
  - 2016年9月12日放送分で、MBSラジオ平日生ワイド番組のパーソナリティでは最も早く、「Thank you! Happy today!～MBSラジオのうた～」のPRを目的に初出演。以降も、半年に1度の番組改編に合わせて登場していた。
- ごきげんライフスタイル よ〜いドン!（関西テレビ制作、2018年8月9日）
  - 放送枠の後半が『松井愛のすこ～し愛して♥』と重なるにもかかわらず、2018年7月の同番組本番中に、「となりの人間国宝さん」（月亭八光とすっちーがリポーターを務めるロケ企画）の取材を受けた模様を「となりの人間国宝さんスペシャル」内で放送[5]。
- コトノハ図鑑→「へぇ～のコトノハ」（不定期）
  - 所属する毎日放送アナウンサー室の企画で、2018年7月から2020年3月まで『コトノハ図鑑』（事前収録のレギュラー番組）として放送された後に、2020年4月から2021年3月まで「へぇ～のコトノハ」（『ちちんぷいぷい』月・水曜日→水曜日のレギュラーコーナー）へ移行。
- ミント! 火曜日（2019年4月2日 - 8月）
  - 菅広文（ロザン）とのコンビで、「出たとこリサーチ」（18時台に放送されるロケコーナー）のリポーターを務めていた。火曜日のスタジオパネラーも務める菅と違って、ロケVTRにのみ出演していたが、菅の単独リポートへ移行したことを機に自然降板。
- 土曜のよんチャンTV（不定期）
  - 先輩アナウンサー・武川智美とのコンビで「あなたの代わりに!いっちょかみ」（ロケ取材コーナー）のリポートを随時担当したほか、放送週によってはスタジオにも登場。
- MBS NEWS（不定期で担当）
- 発掘!アーカイブ探検隊（2023年6月19日未明放送分）
  - 毎日放送で過去に放送された番組の再放送を、現役のアナウンサーによる進行・解説とナレーションで月に1回程度実施する番組。「漫画トリオ」のメンバー（横山パンチ）時代からテレビ・ラジオを問わず毎日放送で数多くの番組に出演していた上岡龍太郎が、芸能界引退後の2023年5月19日に81歳で逝去したことを受けて編成された上岡への追悼企画において、進行と「リモート方式」によるぜんじろう（上岡の弟子の1人で前述した『ゲームのツボ』のMC）へのインタビューを任された[6]。

### ラジオ番組
- なにはなくとも野村啓司です（月曜アシスタント）
- アリスが神戸に帰ってきた
  - アリスが阪神・淡路大震災（1995年1月17日発災）の犠牲者を追悼する目的で6年後（2001年）の同日に神戸国際会館で開催した「ALICE IN KOBE 2001.1.17」（1081年の活動休止・1987年の「再始動」を経て活動を再び休止していたアリスが「2度目の再始動」を遂げたコンサート）に関する1時間の特別番組で、メンバーの谷村新司・堀内孝雄・矢沢透に対するインタビューを担当。コンサートから10日後（2001年1月27日）に、『MBSサンデースペシャル』枠内で放送された。
  - 谷村が2023年10月8日に74歳で逝去したことを受けて、MBSラジオでは同月21日（土曜日）にこの番組を改めて放送。放送に際しては、松井から谷村に対する追悼のコメント音源が盛り込まれた[7]。
- 桂三枝の茶屋町ホテル （アシスタント）
- こんちわコンちゃんお昼ですよ!（水曜・木曜アシスタント） - 体調不良のため2006年7月に降板。
- MBSどっと!アナ「DJ OKAN R-35」
- 大畑大介のLet's Try スポーツ!月替わりアシスタント（先輩アナウンサー・高井美紀と交互に担当）
- ノムラでノムラだ♪ EXトラ!（月曜、週替わりアシスタント、番組開始〜2011年3月27日）
- 上泉雄一のええなぁ!（2012年3月までは金曜「週刊ええなぁフライデー」、同年4月からは水曜「のぞき見 女のマガジン」のコーナーにのみ進行役でレギュラー出演）
  - 2015年3月で降板。自身の冠番組『松井愛のすこ〜し愛して♥』の帯番組化に伴って、放送枠を事実上交換した（平日午前　→　平日夕方）。
- モーニングミックス　火・水曜　→　火曜パーソナリティ（2012年2月 - 2014年9月23日）
  - 2014年3月26日までは、火・水曜日を担当。
- 祝!MBSラジオ65周年!人気パーソナリティ5人大集合!4時間生放送でしゃべるんジャー!こんちわ65周年もありがとう!ええなぁもてんコモリもすこ～し愛して♥（2016年9月3日） - MBSラジオの創立65周年を記念した特別番組として、13:45 - 17:45に生放送[8]。
- スマラジw金曜日「ナジャとアナの虹色レインボー」パートナー（2016年度のナイターオフ期間限定番組）
  - 2016年10月21日放送分に単独で初出演。2017年3月10日放送分でも、古川とのコンビでパートナーを務めた。
- MBSヨル隊 水曜日『メッセンジャーあいはらの夜はこれから!』（2017年度のナイターオフ番組）
  - メインパーソナリティのメッセンジャーあいはらが放送期間中に『松井愛のすこ～し愛して♥』の木曜パートナーも務める縁で、コーナー紹介のナレーションを事前収録で担当。
- 松井愛と小原正子のあさカツ♥→松井愛のあさカツ♥（2017年10月6日 - 2021年3月28日） 
  - 『松井愛のすこ〜し愛して♥』からの派生番組で、2020年3月29日までは小原正子（クワバタオハラ）と共同でパーソナリティを担当。同年4月5日からは、松井が単独でパーソナリティを務めるとともに、同僚のアナウンサーなどを月替わりでパートナーに迎えていた。
- 松井愛のお金の時間♥（2022年4月3日 - 9月25日）
  - 上記の『あさカツ♥』シリーズとほぼ同じ放送枠（毎週日曜日7:00 - 7:20）で編成。
- Mラジ こどもスマイル学園×こども音楽コンクール（2022年9月17日・2023年7月29日）
  - 「Mラジ」（MBSラジオ）が新日本放送時代の1953年にこども音楽コンクールを始めてから2023年で70年目を迎えることを背景に、コンクールの歴史を振り返る趣旨で制作された生放送の特別番組で、いずれの年も進行を担当。
  - 母体になった週1回放送のレギュラー番組（『MBSこども音楽コンクール』）では、新日本放送→毎日放送の（主に若手）アナウンサーが代々パーソナリティを務めている。2022年・2023年とも放送の時点では野嶋紗己子（2023年12月で退社）が担当していたが、自身には担当の経験がなかった（当該項で詳述）。

毎日放送がラジオ放送事業を兼営していた時代からスポットCM扱いで放送されている緊急地震速報関連の告知には、毎日放送時代の2019年2月まで、松井のアナウンスを収録した音源が使われていた。

### 舞台公演
- 女子アナ新喜劇　～女だらけの新喜劇　第3弾～[9]（2016年10月4日、なんばグランド花月） - 後輩アナウンサーの前田阿希子（当時）・玉巻映美と交互に、「女子アナゲスト」として出演。

## エピソード
- 毎日放送への入社3年目（1995年）に、『近畿は美しく』（当時MBSテレビで放送されていた紀行番組）のロケで、現在の三重県志摩市内にある和具漁港を訪問。突堤上で「潮かけ祭り」（無病息災や大漁を願う目的で参加者が海水を掛け合う行事）の取材を始めたところ、突然駆け寄って来た男性の参加者に身体を抱え上げられたあげく、突堤から海へ投げ落とされた。松井はその影響で翌日に高熱を出したが、当初の予定に沿って取材を進めたという。2016年8月9日未明に放送された『痛快!明石家電視台』「MBSアナウンサー大集合スペシャル」では、「MBSアナウンサー　好プレー珍プレー」というパートで、当該シーンを収録した『近畿は美しく』の放送済みVTRが「珍プレー」として紹介された[10]。
- かつて静岡放送で放送されていたローカル番組『デートしようよ』にゲスト出演したことがある。司会の元氣安（WAHAHA本舗所属）が大阪での舞台に長期出演していた関係から大阪でロケが行われ、地元局である毎日放送の女子アナに大阪のデートスポットを紹介してもらうという企画のパートナーに松井が選ばれた。その際に元氣安が突然服を脱いで全裸で走り出し、松井を追いかけるなどのあまりの暴走ぶりに、松井は「静岡放送はどんな人を番組に使っているんですか!?」と呆れていた。
- 『ちちんぷいぷい』の水曜日では、2014年3月26日まで、全編のスタジオアシスタントと17時台のVTRロケ企画の取材・進行を担当。2010年2月3日放送分の担当コーナー「マツイeye」では、日韓合作による実写映画「サヨナライツカ」のキャンペーンで来阪していた中山にインタビュー。「住高のミポリン」と呼ばれていた過去を中山へ直々に明かしたほか、同じ1970年生まれ（中山は早生まれのため1学年上）・1児の母（いずれも2003年に長男を出産）ならではの暮らし方や人生観を語り合った。2012年には、中山が主演映画「新しい靴を買わなくちゃ」（同年10月6日劇場公開）のキャンペーンで共演の向井理とともに来阪した際に、松井が再びインタビュアーを務めている（同月3日放送分の「愛の☆印」より）。
- 2014年6月28日放送の『せやねん!』生放送中に、ゲストの高城れに（ももいろクローバーZ）からお約束の無茶振り質問にてカップ数を質問される。生放送でかなり動揺し恥ずかしがりながらも『Bカップ』と答えた。
- 2017年8月22日放送の『松井愛のすこ〜し愛して♥』（MBSラジオ）では、「第1回松井愛友の会」と銘打って、関西地方で生まれ育った3人の「松井愛」（他の2人はチアリーダーの松井愛と関西学院大学学生の松井愛[注 2]）による共演が生放送で実現[11]。同番組が放送10年目に入っていた2024年の1月9日（前述）には、『松井愛友の会　リターンズ』（3人が6年振りに再会した1時間の収録番組）が、本編（生放送）に続いて16:00 - 17:00に放送された。
- 毎日放送入社時の社内報によれば「剣道初段、秘書検定2級、珠算準1級、ダイビングライセンス、高校一種教員免許（国語）」の資格持ち[12]。

## 関連人物
- 濱田マリ - 『MBSヤングタウン』で共演。
- 未知やすえ - 『せやねん!』『ちちんぷいぷい』『松井愛のすこ〜し愛して★』で共演。
- 千鳥 - 『せやねん!』『松井愛のすこ〜し愛して★』で共演。